# Bitva u Plášťovců
Bitva u Plášťovců se odehrála ve dnech 10. a 11. srpna 1552 mezi uherskými a tureckými vojsky u obce Plášťovce, asi 10 km od města Šahy. Uherská vojska byla poražena a v boji padl i Augustín Sbardelatti, biskup z města Vác.

## Předehra
Už v roce 1551 vpadli Turci na území Hontské a Nitranské župy. Vypálili přitom několik obcí, o rok se jim navzdory hrdinné obraně Juraje Szondyho podařilo dobýt hrad Drégely (dnes v Maďarsku blízko slovenských hranic). Po pádu Drégelyu, značně významného obranného bodu v Poipelí byly dobyty obce Szécsény, Hollókő a Buják. Neubránili se ani Ďarmoty ani opevněný premonstrátský klášter v Šahách, který spolu s Fiľakovem pro Turky představoval vysunutý operační bod pro postupující vojska.
Tyto turecké úspěchy konečně donutily Vídeň k rozhodné akci. Na území dnešního jižního Slovenska byl vyslán rakouský velitel posádky Raabské pevnosti Erasmus von Teuffel, který se měl stát hlavním velitelem protitureckých vojsk, působících v dané oblasti. K němu se připojilo 4500 italských žoldnéřů pod velením Sforza Pallaviciniho a 3000 německých pěšáků na čele s Dietrichem von Marcelem, z nichž polovinu tvořily kopiníci a polovinu mušketýři. Do shromažďovacího tábora u Hokovců nedaleko města Šahy dorazilo i 800 českých a moravských pěšáků a přibližně stejný počet uherských hajduků. Tuto armádu měly posílit ještě vojenské posádky z Krupiny, ze Zvolena, z Levic a báňských měst, jakož i vojenské posádky z deseti žup na území dnešního Slovenska, soustředěna hlavně v okolí Fiľakova. Teuffel tedy disponoval značnou vojenskou silou, ale chyběla jakákoliv zkušenost z bojů s Turky a dobrá výzbroj. Teuffel musel dokonce čekat na 6 děl, které měly být dodány na přímý příkaz Ferdinanda ze skladů ve Zvolenu.

## Bitva

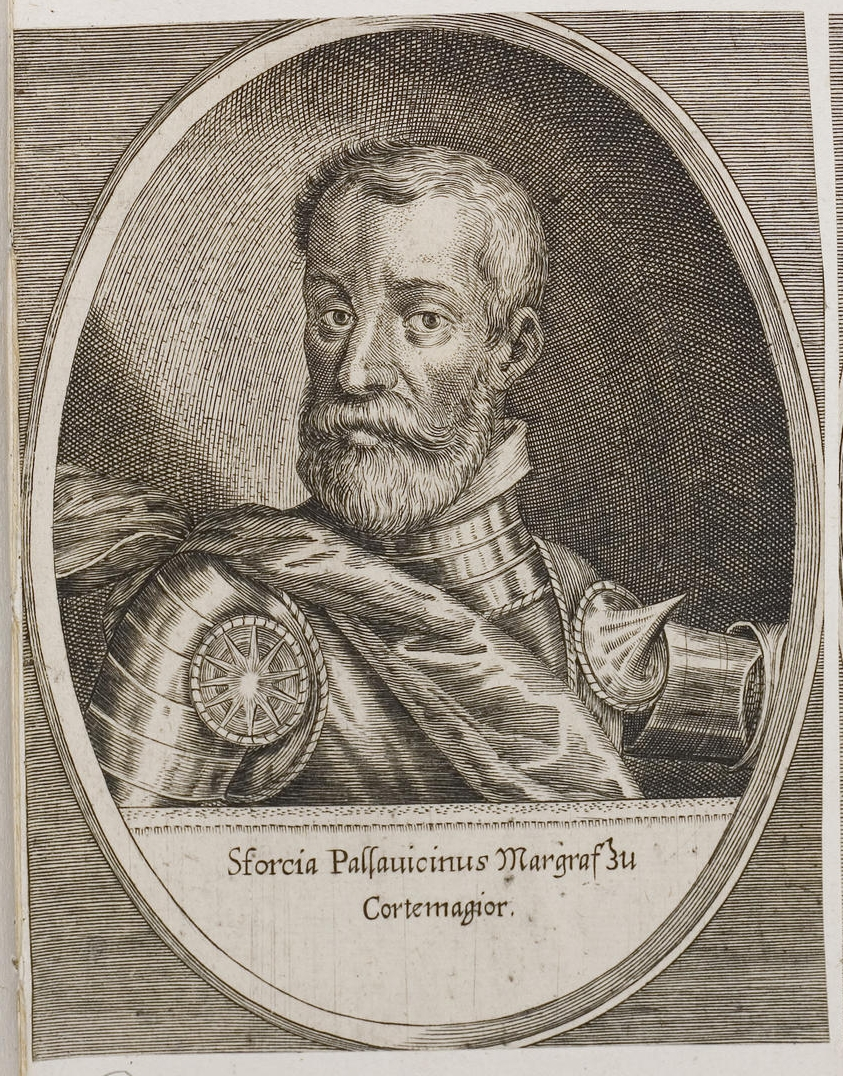
Sforza Pallavicini

Budínský paša, který velel asi dvanáctitisícovému vojsku, se nicméně dozvěděl o pohybech Ferdinandových sil a rozhodl se zastavit Teufellův postup dříve, než by se dokázal spojit s posilami, které se nacházely v blízkosti Fiľakova. Teuffel se stihl přesunout až k Plášťovcům, kam dorazil dne 10. srpna 1552, jen 10 km od města Šahy. Když se Ali paša dozvěděl o jeho postupu, vyslal tisícičlennou údernou jezdeckou skupinu, aby zjistila rozložení a sílu nepřítele a také odchytila několik rakouských vojáků. Zadní voj žoldáků však útok turecké jízdy odrazil. Nato se 10. srpna 1552 turecký předvoj pod velením bega Arsiana náhle objevil u uherského tábora. Přiblížil se až těsně k němu, a jakmile to bylo možné, ho začal ostřelovat. První útok Turků byl však zejména díky dělostřelecké palbě odražen, a Teuffel vzápětí vrhl do pole žoldnéřskou jízdu, aby se pokusila získat převahu. Rozpoutala se krvavá bitva, ve které na obou stranách padlo několik velitelů a význačných představitelů. Turkům se podařilo vlákat italské střelce do úzké uličky, takže od záhuby je zachránila jen uherská jízda na čele s Jurajem Thury (budoucí velitel Levického hradu).
Budínský paša rozestavil 14 polních děl na blízkém kopci a následně zahájil bombardování pěchoty. Ta se držela, ačkoliv utrpěla značné ztráty, ale když na ni zaútočili ještě i turečtí kopiníci, dala se na útěk. Situaci zachránila německá jízda, která Turky znovu zatlačila. Boje pokračovaly i následující den a převaha Turků, zejména jejich dělostřelectva, se ukazovala být stále nápadnější. Ke všemu došlo na uherské straně k výbuchu střelného prachu, který zničil část děl a rozšířil mezi vojáky paniku paniku. Další turecky útok již Teuffelovy sbory neunesly a rozutekly se. Nejdéle se bránili zkušení italští žoldnéři, ale i oni brzy podlehli přesile.

## Výsledek
Velitel italských jednotek Pallavicini byl zajat a později propuštěn za vysoké výkupné. Hůře na tom byl ale Teuffel. Ali paša ho odvezl do Budína a odtud dal dopravit do Istanbul, kde byl na sultánův rozkaz napíchnut na kůl a pak zašitý do pytle utopen.
Bitva u Plášťovců byla první skutečně velkou bitvou křesťanských států s Turky na území dnešního Slovenska. Do tureckého zajetí se dostalo v důsledku bitvy asi 4000 mužů. Upevnila územní výdobytky Turků na dolním toku Iplu, kteří zde v následujících letech zřídili Szécsénský sandžak – tureckou správní jednotku (sandžak), podléhající přímo Vysoké Portě.